# Plagodis dolobraria
Plagodis dolobraria är en fjärilsart som beskrevs av Moritz Balthasar Borkhausen 1794. Plagodis dolobraria ingår i släktet Plagodis och familjen mätare. Inga underarter finns listade i Catalogue of Life.